# Craig Bryson
Craig James Bryson (Rutherglen, 6 novembre 1986) è un ex calciatore scozzese, di ruolo centrocampista.

## Carriera

### Club
Il 1º luglio 2011 viene acquistato dalla squadra inglese del Derby County per una cifra vicina ai 510.000 euro.

## Palmarès

### Club

#### Competizioni nazionali
- Coppa di Lega scozzese: 1

St. Johnstone: 2020-2021
- Coppa di Scozia: 1

St. Johnstone: 2020-2021